# Talitha Diggs
Talitha LaNae Clark Diggs (New Brunswick, 22 agosto 2002) è una velocista statunitense.

## Carriera
Nel 2022 ha vinto la medaglia d'oro nella staffetta 4×400 m ai Mondiali di Eugene.

## Palmarès
| Anno | Manifestazione  | Sede     | Evento      | Risultato  | Prestazione | Note                                                                    |
| ---- | --------------- | -------- | ----------- | ---------- | ----------- | ----------------------------------------------------------------------- |
| 2022 | Mondiali        | Eugene   | 400 m piani | Semifinale | 50"84       |                                                                         |
| 2022 | Mondiali        | Eugene   | 4×400 m     | Oro        | 3'17"79     | Miglior prestazione mondiale stagionale · Miglior prestazione personale |
| 2023 | Mondiali        | Budapest | 400 m piani | 8ª         | 51"25       |                                                                         |
| 2024 | Mondiali indoor | Glasgow  | 400 m piani | 5ª         | 51"23       | Miglior prestazione personale stagionale                                |
| 2024 | Mondiali indoor | Glasgow  | 4×400 m     | Argento    | 3'25"34     |                                                                         |